# Yoya Neira
Eudoxia María Neira Fernández (La Coruña, 1975), conocida como Yoya Neira, es una política española del PSOE, concejala del Ayuntamiento de La Coruña desde 2007. Ha ocupado diversas responsabilidades dentro del gobierno municipal, especialmente en áreas de transporte y movilidad, bienestar social, igualdad, participación ciudadana y medio ambiente.

## Biografía
Neira nació en La Coruña en 1975, en el seno de una familia vinculada al socialismo. El hecho de que su bisabuelo fuese represaliado durante la dictadura franquista marcó su compromiso político, afiliándose al PSOE en 1996. Se licenció en derecho por la Universidad de La Coruña, institución de la que obtuvo también un Diploma de Estudios Avanzados en el área de derecho procesal y un postgrado en planificación y desarrollo local. Letrada por el Colegio de Abogados de A Coruña, ha ejercido como abogada especializada en derecho de familia en esta ciudad. Anteriormente asumió responsabilidades como jefa de gabinete de la entonces subdelegada del gobierno en A Coruña, Obdulia Taboadela. Está casada y es madre de tres hijos.

### Trayectoria política
Su carrera en la política municipal comienza en enero de 2007, al obtener el acta de concejal en sustitución de Aurora Moinelo, tras haber concurrido a las elecciones municipales de 2003 en el puesto 17 de la lista de PSdeG-PSOE. Ya en aquel momento, el entonces alcalde, Javier Losada, la definió como "joven, pero preparada". En las municipales de 2007, ascendió al número 12 de la lista del mismo Losada. Será en febrero de 2009, a raíz de la renuncia de Mar Barcón, cuando Neira pase a hacerse cargo de los departamentos movilidad, transportes, mercados y sanidad. Asumió el cargo con el mandato de acabar con el descontento vecinal que había supuesto la modificación acometida por su antecesor en diciembre del año anterior, y tras apenas dos meses en el cargo e inumerables contactos con asociaciones de vecinos, consiguió consensuar cambios en cinco de las siete líneas afectadas.
En las elecciones de 2011, ascendió al noveno puesto de la lista del PSdeG-PSOE liderada por Losada, si bien esta vez la alcaldía recaería en manos de Carlos Negreira, del PPdeG, pasando Neira a angrosar las filas de la oposición. En las municipales de 2015, asciende de nuevo, pasando a ocupar el quinto puesto de la lista de su partido, encabezada esta vez por Mar Barcón. En ese año, la alcaldía recayó en Xulio Ferreiro, y Neira fue elegida portavoz del grupo municipal socialista en el ayuntamiento.
En 2019, y ya con Inés Rey como candidata a la alcaldía, Neira ascendió al tercer puesto de la lista del PSdeG-PSOE.Con la elección de ésta, pasó a ocupar la concejalía de bienestar social, igualdad y participación ciudadana. Su mayor reto de este período fue la pandemia de COVID-19, y su mayor logro que A Coruña haya sido la primera ciudad de España en poner en marcha, entre otras iniciativas, un recinto de intervención social integral para personas sin hogar en el pabellón polideportivo de Riazor. En las elecciones municipales de 2023, repitió en el tercer puesto de la lista de su partido. A finales de junio de 2024, tras una reorganización del gobierno local, asumió la concejalía de medio ambiente, siendo la concejala con mayor experiencia, con la misión de resolver el más grave conflicto al que se enfrentaba la ciudad en ese momento, el de la huelga de recogida de basura, que ya se venía arrastrando desde 2022 y llegaría a alcanzar proporciones de emergencia sanitaria. Con Neira a cargo de la concejalía, y tras apenas un mes de negociaciones, el 9 de agosto de ese mismo año, Inés Rey pudo decretar el fin de la crisis, una vez desconvocada la huelga y normalizado el servicio.